# Harry Morris
David "Harry" Hyman Morris, född 25 november 1897 i Spitalfields, England, död 1 december 1985 i San Mateo, Kalifornien, USA, var en engelsk fotbollsspelare och fotbollstränare.
Morris tillbringade sju säsonger i Swindon Town, där han blev klubbens bäste målskytt samtliga sina säsonger. Han är än idag meste målskytt i klubben, och håller även målrekorden för en match och en säsong. Morris spelade även för bland annat Brentford, Millwall och Swansea Town och avslutade karriären i Cheltenham Town.
Efter spelarkarriären emigrerade Morris till Sverige, där han tränade IFK Göteborg 1938–1941.